# Kieżmarska Kopa
Kieżmarska Kopa, w części literatury tatrzańskiej Kiezmarska Kopa (słow. Kežmarská kopa, niem. Unterer Kesmarker Kamm, węg. Alsó Késmárki taraj) – wzniesienie o wysokości 2233 m  stanowiące najwybitniejszy wierzchołek w południowo-wschodniej grani Małego Kieżmarskiego Szczytu opadającej w kierunku Rakuskiej Przełęczy – fragmencie długiej południowo-wschodniej grani Wyżniego Baraniego Zwornika w słowackiej części Tatr Wysokich. Od kopuły szczytowej Małego Kieżmarskiego Szczytu Kieżmarska Kopa oddzielona jest siodłem Niżniej Kieżmarskiej Przełęczy, a od Złotej Czuby na wschodzie oddzielają ją Złote Wrótka.
Wierzchołek Kieżmarskiej Kopy leży w poziomej grani szczytowej, która od północno-wschodniej grani Małego Kieżmarskiego Szczytu wysuwa się nieco na północ. W jej masywie wyróżnia się Mała Kieżmarska Kopka, która znajduje się nieco na północ od niej i stanowi kulminację północnej ściany Kieżmarskiej Kopy. Mała Kieżmarska Kopka oddzielona jest od Kieżmarskiej Kopy siodłem Wyżnich Kieżmarskich Wrótek.
W stronę Doliny Kieżmarskiej opadają z Kieżmarskiej Kopy trzy ściany. Ściana północno-zachodnia schodzi w stronę Kieżmarskiej Drabiny i Złotego Kotła, oddzielających masywy Kieżmarskiej Kopy i właściwego Małego Kieżmarskiego Szczytu, natomiast ściana północno-wschodnia wznosi się ponad górnym fragmentem żlebu pod Złotymi Wrótkami. Zdecydowanie najwyższa jest ściana północna, osiągająca niemal 600 m wysokości i opadająca w kierunku Czarnego Stawu Kieżmarskiego. W szerokim ujęciu może ona być traktowana jako część ogromnej północnej ściany Małego Kieżmarskiego Szczytu, zazwyczaj jest jednak omawiana oddzielnie. W dolnej części granicę między ścianami stanowi Złoty Komin, którym spływa Złota Woda. Od lewej strony ściana jest ograniczona żlebem opadającym ze Złotych Wrótek.
Przez północną ścianę Kieżmarskiej Kopy biegną pozioma Złota Ławka oraz nieco niżej ukośny żleb nazywany Złotą Drabiną, stanowiący dolne przedłużenie Niemieckiej Drabiny w ścianie Małego Kieżmarskiego Szczytu. Ponad górną odnogą Złotej Ławki (Wyżnią Złotą Ławką) można wyróżnić długą półkę – Srebrną Ławkę. W dolnym piętrze prawej części ściany biegnie natomiast górny odcinek Mokrej Drabiny, zaczynającej się jeszcze po drugiej stronie Złotego Komina. Poniżej Złotej Drabiny w urwiskach ściany tkwią cztery skaliste turnie, stanowiące zewnętrzne obramowanie tego żlebu. Są to kolejno od prawej: Kieżmarski Kopiniak, Zadni Kieżmarski Strażnik, Pośredni Kieżmarski Strażnik i Skrajny Kieżmarski Strażnik. Najwyższy jest pierwszy z nich, najniższy – ostatni. W Złotej Drabinie wyodrębniają się cztery przełączki oddzielające te turnie od górnych partii ściany. Są to Niżnie Kieżmarskie Wrótka (za Kieżmarskim Kopiniakiem) i dalej: Zadni Złoty Przechód, Pośredni Złoty Przechód i Skrajny Złoty Przechód. W górnej części ściany tkwi turniczka nazywana Kieżmarskim Chłopkiem.
Na wierzchołek Kieżmarskiej Kopy nie prowadzą żadne znakowane szlaki turystyczne, dla taterników najdogodniej dostępna jest od obu stron grani. Przez północną ścianę biegną liczne drogi, z których wszystkie są co najmniej bardzo trudne (IV w skali UIAA).
Pierwsze wejścia:
- przy wejściach na Mały Kieżmarski Szczyt jego północno-wschodnią granią – letnie,
- Günter Oskar Dyhrenfurth i Alfred Martin, 8 marca 1906 r. – zimowe, być może bez osiągnięcia właściwego wierzchołka[3].

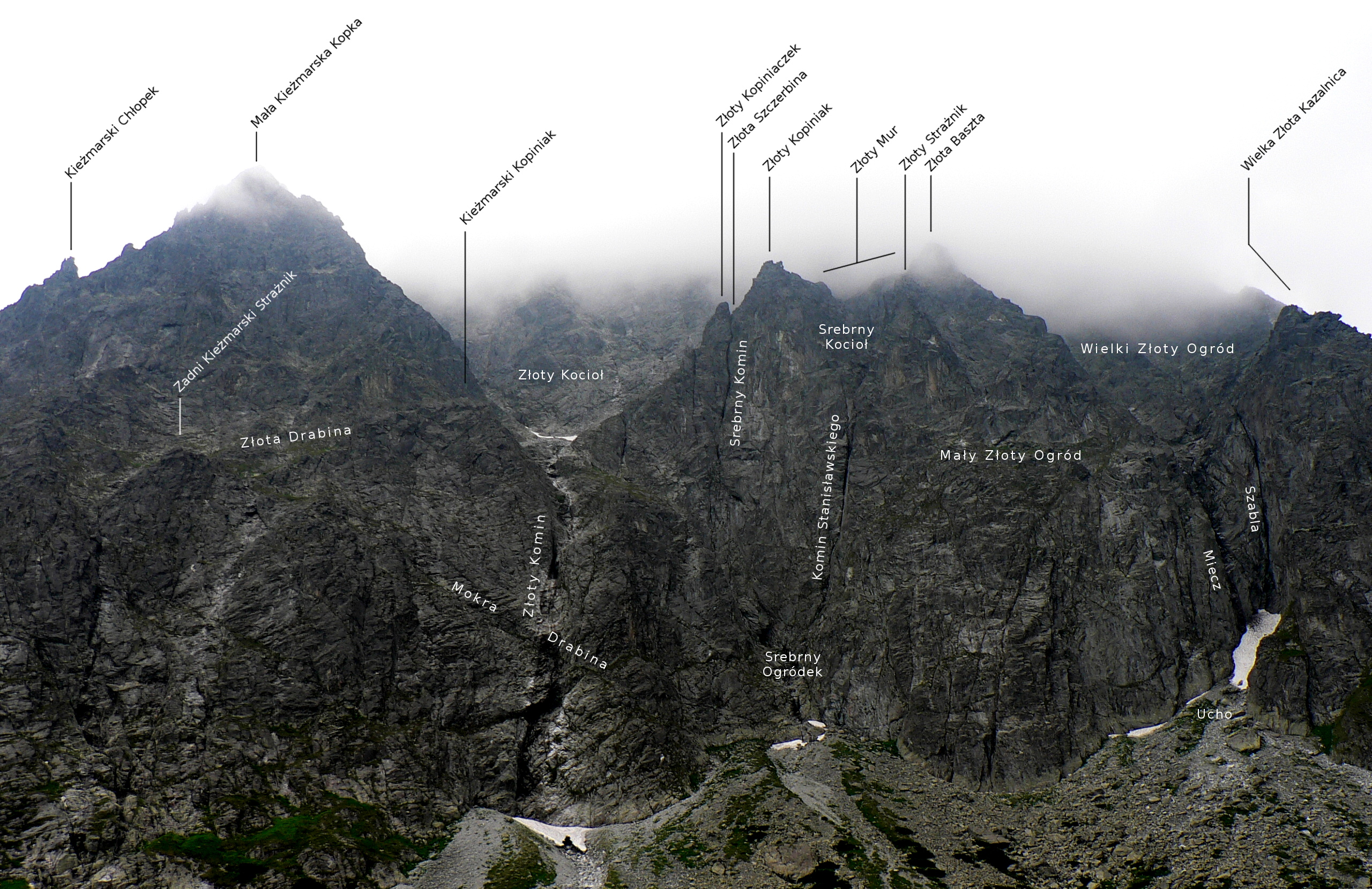
Północna ściana Kieżmarskiej Kopy w lewej stronie zdjęcia
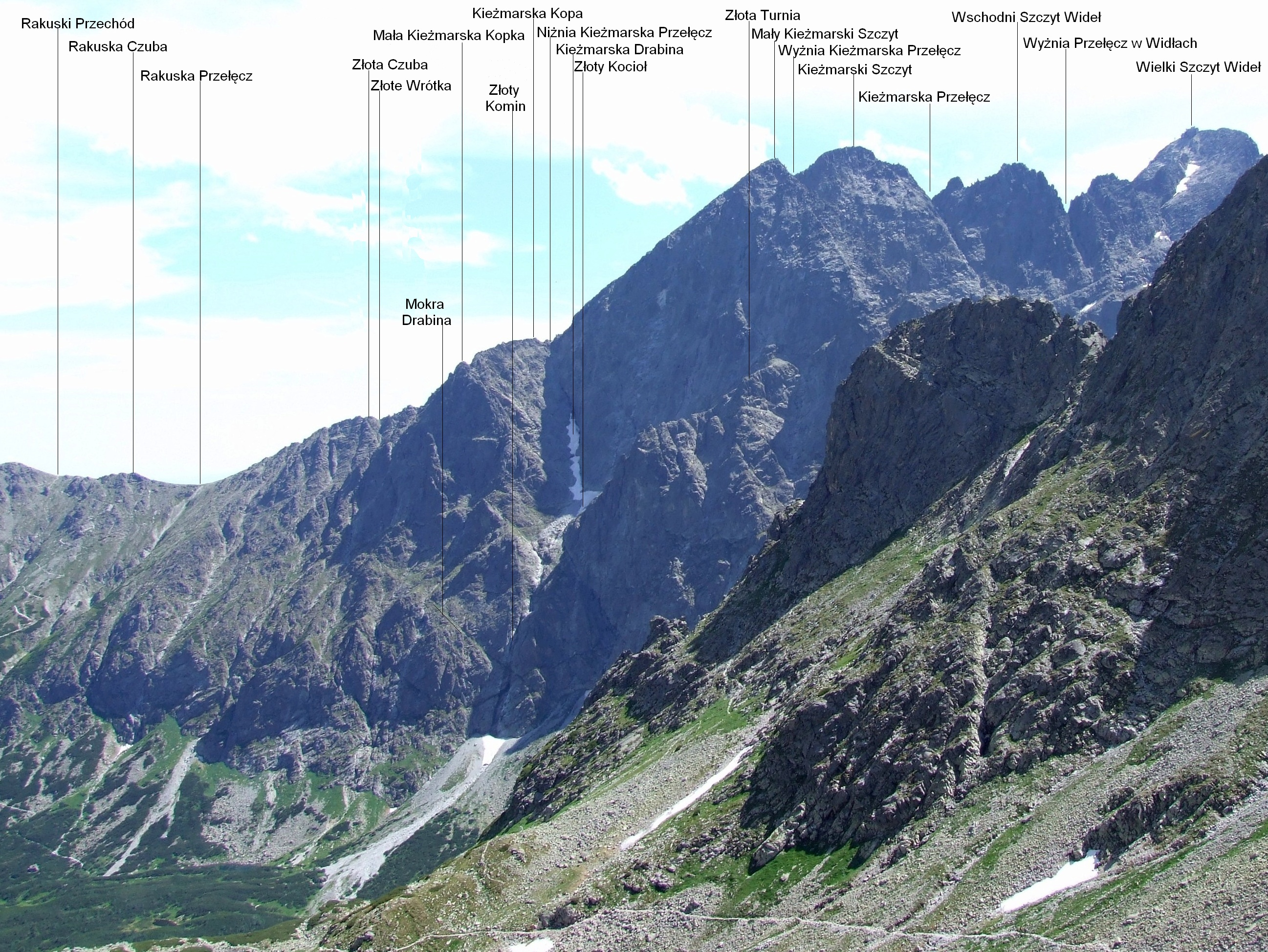
Widok z Jagnięcego Szczytu
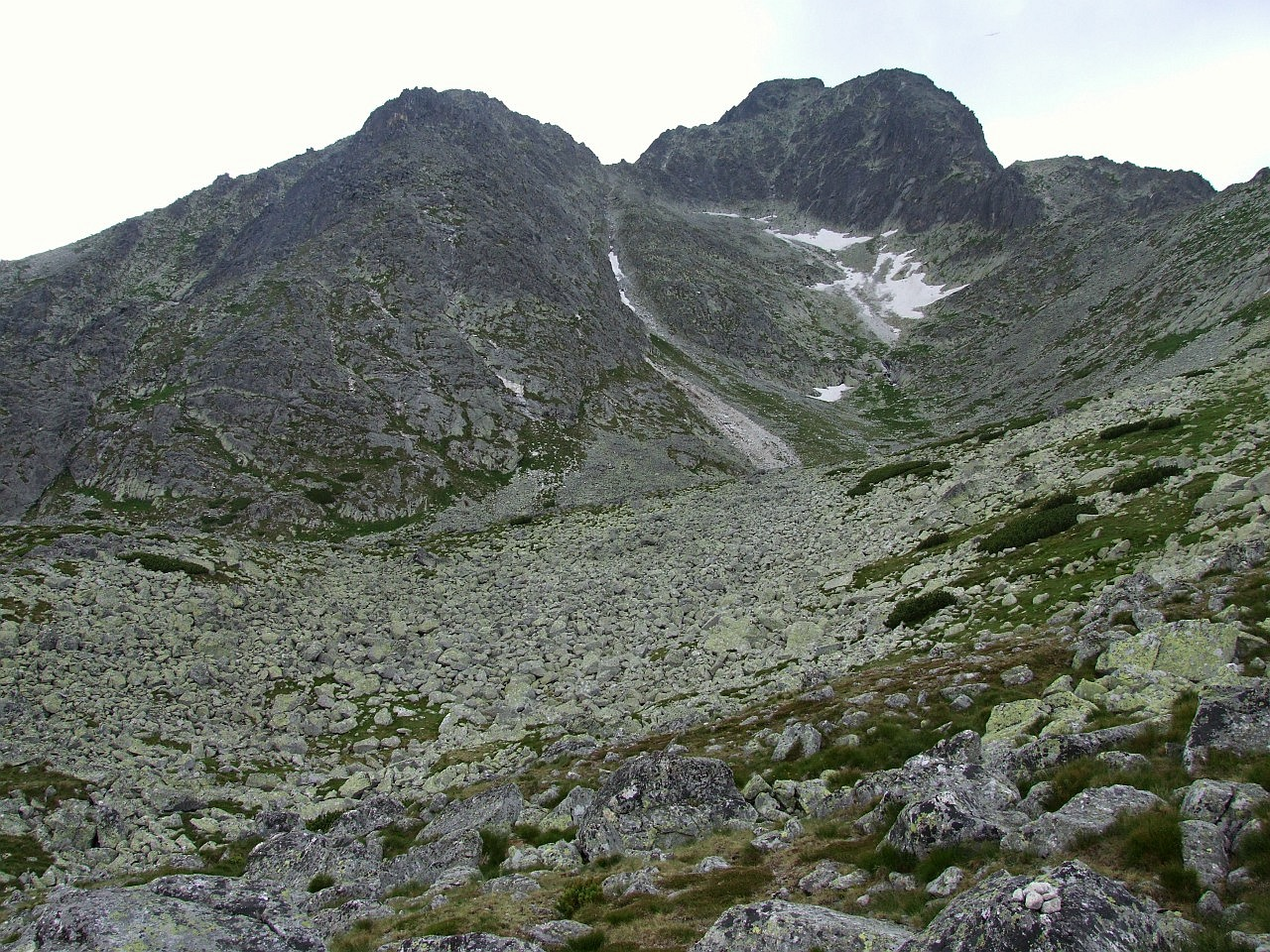
Kieżmarska Kopa u góry po prawej stronie